# Federació de Futbol de Vanuatu
La Federació de Futbol de Vanuatu, també coneguda per les sigles VFF (en anglès: Vanuatu Football Federation) és l'òrgan de govern del futbol a la República de Vanuatu. La VFF va ser fundada l'any 1934 i, l'any 1988, va afiliar-se a la Confederació de Futbol d'Oceania (OFC) i a la Federació Internacional de Futbol Associació (FIFA).
La VFF és la responsable d'organitzar el futbol de totes les categories, incloses les de futbol femení, futbol sala, futbol platja i l'equip nacional absolut o Selecció de futbol de Vanuatu (en anglès: Vanuatu national futbol team).
La VFF está integrada per les associacions provincials de Tabea, Shefa, Torba, Penama, Sanma i Malampa juntament amb les associacions de les ciutats de Luganville i Port Vila.
La National Super League és la lliga nacional de Vanuatu i la disputen els campions i subcampions de les vuit associacions de la VFF i quatre equips de la lliga de futbol de Port Vila. El guanyador es classifica per a la Lliga de Campions de l'OFC.
Des de 2016 es disputa la Port Vila Football League, que és considerada la millor lliga de Vanuatu. Consta de tres categories, la Premier League, la First Division i la Second Division. Els quatre primers classificats de la primera divisió es disputen una de les dues places per a disputar la lliga de campions de l'OFC. Els dos classificats per a la lliga de campions es disputen el títol de la Vanuatu National Super League.
L'any 2008, la FIFA va finançar la construcció d'un centre tècnic a Teouma, Port Vila, i Vanuatu va ser un dels sis països escollits a nivell mundial per a impulsar una prova pilot de selecció de jugadors de 15 a 17 anys per a formar-se i romandre a temps complet a l'acadèmia nacional.